# Ace (Doctor Who)
Pour les articles homonymes, voir Ace.
Ace est un personnage de fiction joué par Sophie Aldred dans la série de science-fiction Doctor Who. Créé par le producteur John Nathan-Turner et les scénaristes Andrew Cartmel et Ian Briggs, c'est une adolescente de 16 ans anglaise et rebelle. Ace est l'assistante du septième Docteur (Sylvester McCoy) et la dernière de la série « classique ». Elle apparaît dans neuf épisodes entre 1987 et 1989.

## Le personnage dans l'univers deDoctor Who
Ace est une adolescente de 16 ans qui apparaît dans l'épisode Dragonfire de la 24e saison. Elle travaille comme serveuse sur le complexe d'Iceworld sur la planète Svartos, une planète futuriste. Ace y est présentée comme une adolescente turbulente, qui a été expulsée de son école pour avoir fait exploser sa salle de cours. En effet, elle est douée en chimie et transporte très souvent de la nitroglycérine avec elle. Une sorte de tempête magnétique l'a emportée et transportée dans le futur sur Iceworld. Elle y croise Sabalom Glitz et finit par rencontrer le Docteur et son assistante Mel Bush. À la fin de l'épisode, Mel part avec Sabalom, tandis que le Docteur lui propose de venir avec lui dans le TARDIS et elle accepte avec joie.
Au cours des épisodes, on apprend que sa grand-mère avait épousé un soldat mort durant la Seconde guerre mondiale et qu'elle a vécu seule avec sa mère. À 13 ans, un raciste envoie un cocktail Molotov dans l'appartement de son amie Manisha et ayant besoin de se lâcher, elle incendie un manoir victorien (où elle avait senti une présence dérangeante.) On apprend aussi qu'elle transporte un grand nombre d'explosifs dans son sac. Ace prend un malin plaisir à surnommer le Docteur « Professeur » mais témoigne d'une grande loyauté pour lui qui va même jusqu'à la foi. Le Docteur, de son côté, tente de l'éduquer et à faire ressortir le bon en elle. Hélas son côté manipulateur le pousse à la mettre dans des situations dangereuses, même s'il est animé de bonnes intentions. 
Ace rencontre plusieurs créatures mythiques de la série notamment les Daleks (Remembrance of the Daleks) et les Cybermen (Silver Nemesis) combat des manifestations des dieux du Ragnarok (The Greatest Show in the Galaxy) et le sadique Kandy Man (The Happiness Patrol). On la voit aussi confrontée à son passé, lorsqu'elle découvre les événements ayant eu lieu cent ans avant dans le manoir qu'elle a incendié (Ghost Light) ou lorsqu'elle sauve un bébé qui s'avère être sa propre mère dans The Curse of Fenric. En outre, on apprend dans ce dernier épisode que c'est un ennemi du Docteur, Fenric, qui a provoqué la tempête temporelle afin qu'elle finisse par rencontrer le Docteur. Elle est l'une des descendantes des « loups de Fenric », des êtres humains maudits par lui et dont il est capable de prendre le corps. Fenric finit par être détruit par le Docteur. 
Finalement, dans Survival (Doctor Who), elle revient dans son quartier natal de Perivale avant de repartir avec le Docteur. Si la série s'est arrêtée après cet épisode, le personnage est réapparu brièvement dans les épisodes Search Out Space et Dimensions in Time, le second célébrant les trente ans de la série.  
Au début du téléfilm Le Seigneur du temps, le septième Docteur semble voyager sans elle. En octobre 2010, le personnage est mentionné dans l'épisode Death of the Doctor, une histoire en deux parties de la série spin-off The Sarah Jane Adventures. Sarah Jane Smith révèle avoir fait des recherches sur les anciens compagnons du Docteur et découvert qu'une certaine « Dorothée quelque chose » a créé une œuvre de charité nommée « A Charitable Earth » (ACE) qui a permis de récolter des millions.
En 2022, elle fait son retour dans la série Doctor Who au cours de l'épisode spécial du 100ème anniversaire de la BBC, travaillant désormais avec UNIT.
Lors de l'épisode The Curse of Fenric de Tales of the TARDIS (2023), le septième Docteur et Ace se retrouvent et se souviennent de leur combat contre un mal ancien lors de la Seconde Guerre mondiale, où une malédiction viking ramène les morts à la vie.

## Caractérisation du personnage

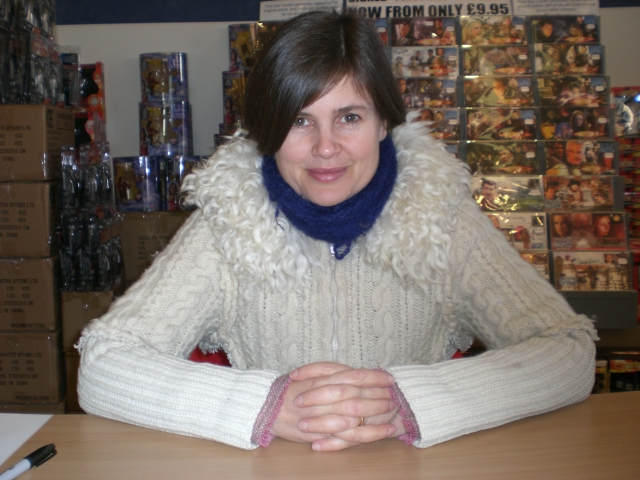
Sophie Aldred incarne le personnage.

### Création du personnage
Le personnage fut créé par le producteur de la série, John Nathan-Turner et le script-editor (une tâche consistant à superviser les scénarios) Andrew Cartmel en janvier 1987 afin de remplacer le personnage de Mel Bush à la suite du départ de Bonnie Langford. Ils créent alors un personnage pouvant servir de nouveau compagnon et nommé temporairement « Alf », une adolescente indépendante qui a été projetée hors du Londres moderne par une tempête temporelle. 
Ils proposent au scénariste Ian Briggs de potentiellement inclure le personnage dans son épisode. Briggs enseignait aussi le théâtre à l'époque et en écoutant l'argot utilisé par ses étudiantes, venues de Perivale, il décide de le réutiliser dans le personnage d'Alf, devenu Ace. Il s'inspire aussi du jeu d'actrice de Judy Garland dans le rôle de Dorothy Gale dans le film Le Magicien d'Oz afin de personnifier Ace. Il s'en inspire pour le vrai prénom d'Ace, qui est Dorothy. 
Toutefois, la production hésite à faire d'Ace la nouvelle assistante du Docteur et pense un temps utiliser le personnage de Ray que Malcolm Kohll avait créé pour son épisode, Delta and the Bannermen. Ainsi, Briggs inventa une intrigue autour d'Ace qui aurait perdue sa virginité avec Sabalom Glitz, si jamais le personnage n'était pas retenu, à la fin de l'épisode Ace repartirait avec Glitz. 

### Évolution du personnage

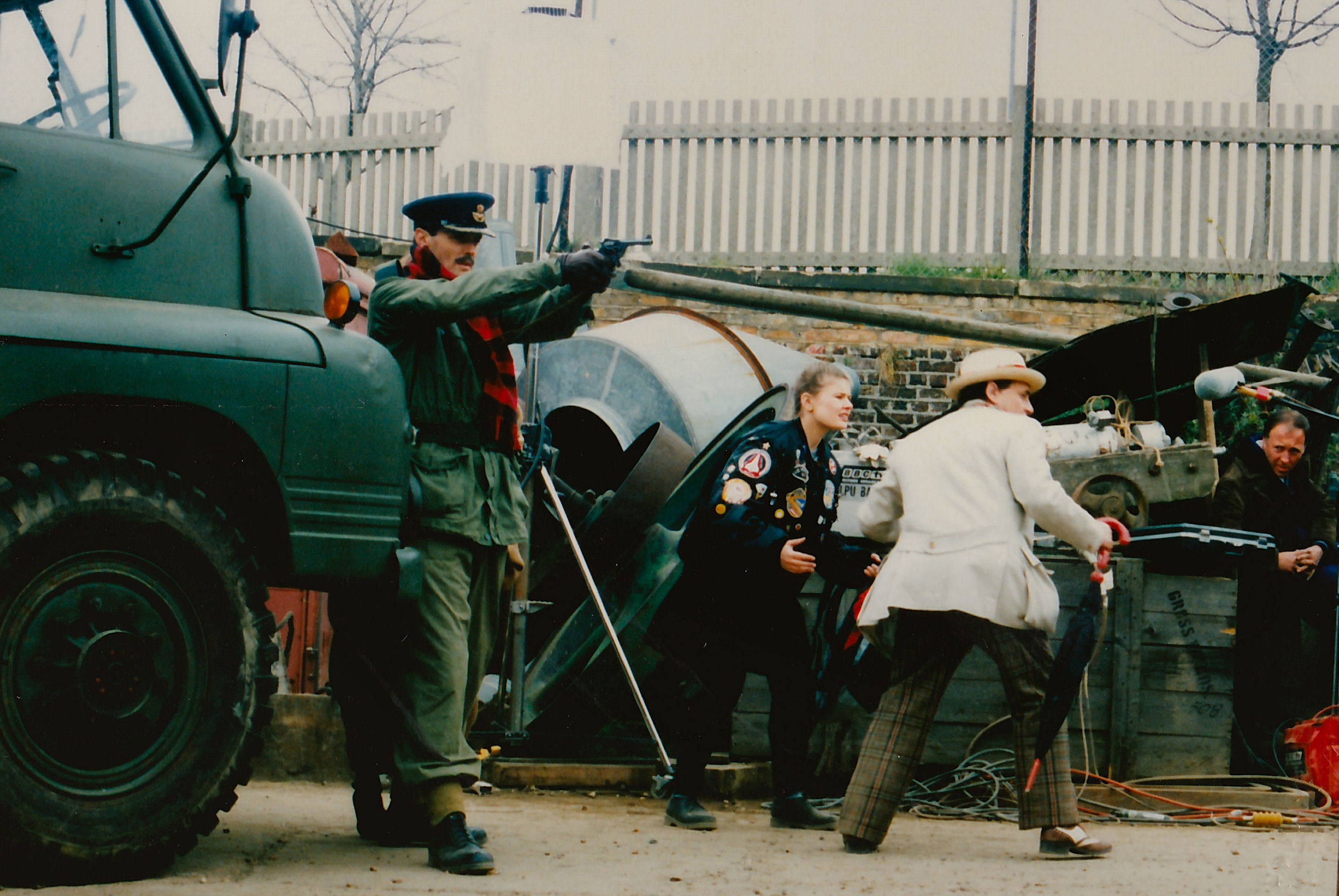
Simon Williams, Sophie Aldred et Sylvester McCoy sur le tournage de Remembrance of the Daleks.

Andrew Cartmel insiste pour que le personnage soit travaillé et qu'il ait un développement personnel intéressant. Ainsi, les trois derniers épisodes de la série : Ghost Light, The Curse of Fenric et Survival sont surnommés par les fans comme la « trilogie d'Ace » car chacun d'entre eux tente d'explorer le passé du personnage : Ghost Light parle de la maison qu'elle a brûlée étant adolescente et explique pourquoi elle a senti le mal à l'intérieur, The Curse of Fenric montre sa mère lorsqu'elle était bébé et explique les raisons qui l'ont poussées à accompagner le Docteur tandis que Survival montre le quartier où elle a passé son adolescence ainsi que son instinct pour la chasse.
Le personnage est connu pour être bien plus « dure à cuire » que les autres assistantes du Docteur, visible par une scène dans Dragonfire où confrontées au même monstre, Mel se met à hurler tandis qu'Ace reste stoïque. Ace est connue des fans pour avoir un sous-texte bisexuel : on la voit aussi bien séduire des jeunes garçons militaires (Remembrance of the Daleks, The Curse of Fenric) que de rechercher la compagnie de jeunes filles (The Happiness Patrol, Battlefield ou « Survival). Dans une version longue de l'épisode Silver Nemesis, une scène la montre peinte sur un tableau français du XVIIIe siècle. Cette scène était censée renvoyer à un futur épisode de la série.

## Ace dans les médias dérivés de la série
Le départ de Ace n'est pas montré à l'écran mais durant la saison 27, les scénaristes avaient prévu qu'elle reste sur Gallifrey pour devenir une Dame du temps. Dans les romans et comics, Ace est de plus en plus frustrée par les manipulations du Docteur et décide de le quitter.